# Pražská plynárenská
Pražská plynárenská, a.s. se sídlem v Praze je jednou z českých společností dodávající energie - elektřinu a zemní plyn. V roce 2022 obhospodařovala celkem asi 425 tisíc odběrných míst.

## Historie

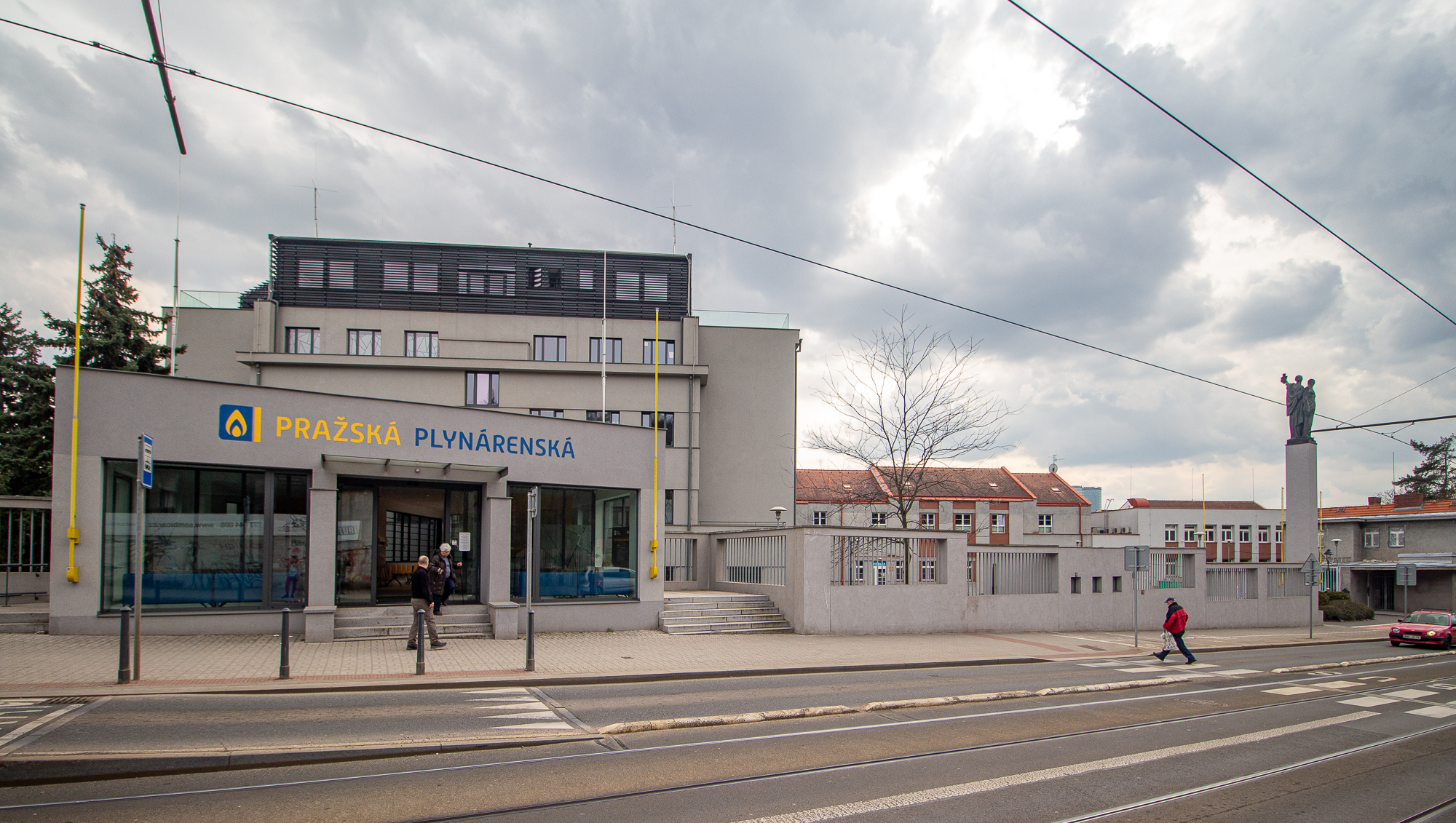
Plynárna Michle, jedna z poboček společnosti

Společnost byla založena v roce 1993 a je stále aktivní. Jediným akcionářem je holdingová společnost Pražská plynárenská Holding a.s., která je ze 100 % ve vlastnictví hlavního města Prahy. Pražská plynárenská navíc sama vlastní 6 dceřiných společností. Předsedou představenstva je Ing. Ludvík Baleka. Mezi dodavateli plynu v ČR se jedná o 3. největší společnost - podle počtu přípojek.

### Kontroverze
V letech 2019-2020 Pražskou plynárenskou (a tehdejší členy dozorčí rady) vyšetřoval Specializovaný finanční úřad a Policie ČR z důvodů zapojení do daňového podvodu v roce 2015. Předmětem šetření byl nákup plynu na německé burze skrze 3 nepříliš známé zahraniční společnosti. Z nákupu nebylo odvedeno DPH ve výši 204 mil. Kč, o které tedy firma přišla a bylo jí navíc vyměřeno penále 32,5 mil. Kč.